# Neujahrskonzert der Wiener Philharmoniker 1951

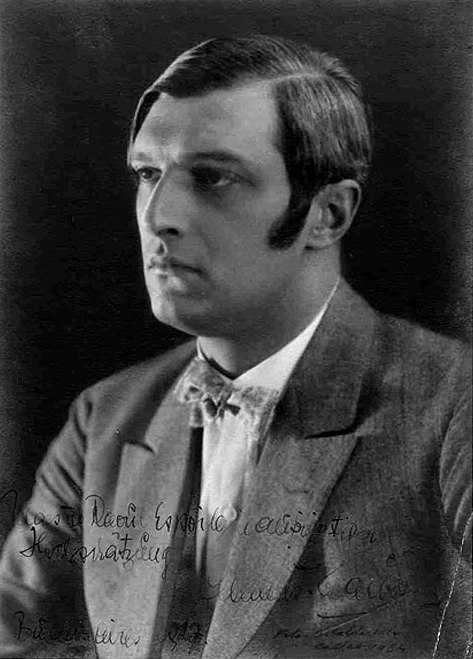
Clemens Krauss (1915)

Das Neujahrskonzert der Wiener Philharmoniker 1951 war das 11. Neujahrskonzert der Wiener Philharmoniker und fand am 14. Jänner 1951 im Goldenen Saal des Wiener Musikvereins statt. Dirigiert wurde es zum neunten Mal von Clemens Krauss, der diese Institution 1941 gemeinsam mit den Wiener Philharmonikern ins Leben gerufen hatte.

## Zusammenfassung
Es ist das in der Geschichte der Neujahrskonzerte seit 1941 bisher einzige Neujahrskonzert, das am 1. Jänner stattfinden sollte, jedoch kurzfristig verschoben wurde: Am Vortag des Konzertes, am 31. Dezember 1950, war frühmorgens Bundespräsident Karl Renner verstorben, so dass am gleichen Tag ad hoc entschieden wurde, dieses Konzert zu verschieben: Es fand demzufolge erst am 14. Jänner 1951 statt.
Streng genommen war es das 12. Konzert zum Jahreswechsel, denn zur Jahreswende 1939/40 gab es bereits ein Außerordentliches Konzert der Wiener Philharmoniker, welches allerdings am Silvesterabend 1939 stattfand. Seit 1941 wurde es mit Ausnahme der Jahre 1946 und 1947, als er wegen seiner Nähe zum NS-Regime unter Dirigierverbot stand, von Clemens Krauss geleitet.
Ebenfalls streng genommen war es das sechste Neujahrskonzert der Wiener Philharmoniker, denn erst Josef Krips führte 1946 diesen Titel ein, der fortan beibehalten wurde.

## Programm

### Hauptprogramm
1. Josef Strauss: Frauenwürde, Walzer, op. 277
2. Josef Strauss: Feuerfest, Polka française, op. 269*
3. Josef Strauss: Die Libelle, Polka mazur, op. 204*
4. Josef Strauss: Jocus-Polka, Polka schnell, op. 216
5. Johann Strauss (Sohn): Wo die Citronen blüh’n, Walzer, op. 364*
6. Johann Strauss (Sohn): Egyptischer Marsch, op. 335
7. Johann Strauss (Sohn): Vergnügungszug, Polka schnell, op. 281
8. Josef Strauss: Mein Lebenslauf ist Lieb’ und Lust, Walzer, op. 263
9. Johann Strauss (Sohn) und Josef Strauss: Pizzicato-Polka
10. Johann Strauss (Sohn): Éljen a Magyar!, Polka schnell, op. 332
11. Johann Strauss (Sohn): Wiener Blut, Walzer, op. 354
12. Johann Strauss (Sohn): Auf der Jagd, Polka schnell, op. 373

### Zugaben
1. Johann Strauss (Sohn): Perpetuum mobile, Musikalischer Scherz, op. 257
2. Johann Strauss (Sohn): An der schönen blauen Donau (Walzer), op. 314
3. Johann Strauss (Vater): Radetzky-Marsch, op. 228

Werkliste und Reihenfolge sind der Website der Wiener Philharmoniker entnommen.
Die mit * gekennzeichneten Werke standen erstmals in einem Programm eines Neujahrskonzertes.

## Besetzung (Auswahl)
- Clemens Krauss, Dirigent
- Wiener Philharmoniker